# Галомаро
11°56′50″ пн. ш. 14°38′26″ зх. д. / 11.94733° пн. ш. 14.64069° зх. д.
Галомаро — один з 6 секторів округу Бафата Гвінеї-Бісау.